# Trastevere
Trastevere je XIII.  rion grada Rima, koji se nalazi na zapadnoj obali rijeke Tibera, južno od Vatikana. Ime mu potječe od latinskog izraza trans Tiberim, doslovno "preko Tibra". Grb mu predstavlja zlatna glava lava na crvenoj podlozi. Na sjeveru Trastevere graniči sa XIV. rionom Borgo.